# Asada Dziedzina
Asada Dziedzina (biał. Асада Дзедзіна; ros. Осада Дедино, hist. Dziedzinka) – wieś na Białorusi, w rejonie miorskim obwodu witebskiego, około 11 km na północny zachód od Mior.

## Identyfikacja
Asada Dziedzina (Osada Dziedzina) to wioska, dawniej zwana Dziedzinką, na terenie której znajduje się ruina pałacu Dziedzinka rodziny Rudnickich herbu Lis. Jest odległa o 47 km od Dzisny i 11 km od Drui. W Słowniku geograficznym Królestwa Polskiego opisana jest w dwóch tomach:
1. (w tomie 2.) Dziedzinka, folwark i wieś, odpowiednio 50 i 49 wiorst od Dzisny[4] (53 i 52 km)
2. (w tomie 15.) Dziedzinka, wieś i dobra, gmina Druja, 6 wiorst od Drui[5] (6,5 km).

Jest to opis tej samej wioski, tom 15. jest Dopełnieniem.
Jednak w słowniku tym w powiecie dziśnieńskim opisanych jest jeszcze parę innych miejscowości o nazwie Dziedzina:
1. (w tomie 2.) folwark i wieś nad jeziorem Dziedzina 50 wiorst od Dzisny, przy drodze pocztowej z Drui do Hermanowicz[6]
2. (w tomie 15.) wieś i dobra w gminie i parafii Druja, odległe od Drui o 10 wiorst, należące do Zawiszów, później Radziwiłłów, wreszcie Marii Tyszkiewiczowej[7].

Są to dwa opisy tej samej, sąsiedniej wsi, o 4 km na południowy zachód od Dziedzinki.
Obie wsie (Dziedzinka i Dziedzina) znalazły się po traktacie ryskim w granicach II Rzeczypospolitej, na terenie gminy Przebrodzie. Jednak przegląd międzywojennych map byłego powiatu dziśnieńskiego pozwala na znalezienie kilku Dziedzin i Dziedzinek. W okolicy (w tym samym obecnym sielsowiecie) na tych mapach znajdowały się:
- D. Dziedzinka (tak zaznaczono na mapie WIG, to jest opisywana tu, Dziedzinka ze Słownika, obecna Asada Dziedzina, była własność Rudnickich),
- Dziedzinka I (obecna Dziedzina, tam znajdował się w latach 20. XX wieku cmentarzyk[8], a obecnie co najmniej kapliczka[3]),
- Dziedzinka II (na międzywojennych mapach czasem zaznaczana jako Dziedzina, to wieś Dziedzina opisana w Słowniku, obecnie Chutor Dziedzina.

Ale w dawnym powiecie dziśnieńskim, na północ od Dźwiny, która w czasach II Rzeczypospolitej była rzeką graniczną między Polską a ZSRR, w obecnym sielsowiecie Kochanowicze rejonu wierchniedźwińskiego znajdowały się jeszcze w latach 30. XX wieku nieistniejące obecnie wieś i folwark Dziedzino (lub Dziedzina, 55°55'55,2"N, 28°5'54,8"E), niezanotowane przez Słownik geograficzny Królestwa Polskiego. Roman Aftanazy w Dziejach rezydencji na dawnych kresach Rzeczypospolitej identyfikuje (również na załączonej do 1. tomu mapie) Dziedzinkę właśnie z tą wsią, ewidentnie błędnie (ponieważ ruina pałacu znajduje się w Asadzie Dziedzince).

## Historia
Pierwsza wzmianka o dobrach Dziedzinka pochodzi z 1517. Należały one do latyfundiów rodziny Ogińskich. Piotr Ogiński sprzedał te ziemie w 1647 roku Sebastianowi Mirskiemu, sędziemu ziemskiemu brasławskiemu. Jego potomek, Antoni Mirski sprzedał je z kolei w 1761 roku Mikołajowi i Rozalii z Platerów Rudominom, Mikołaj był cześnikiem i podstarościm brasławskim. 17 lat później, w 1778 roku Rozalia Rudomino i jej syn sprzedali Dziedzinkę Janowi Gwalbertowi Bonawenturze Rudnickiemu (1753–1809), staroście sugijskiemu, konsyliarzowi konfederacji targowickiej.
Po II rozbiorze Polski w 1793 roku dobra te, wcześniej należące do województwa połockiego Rzeczypospolitej, znalazły się na terenie powiatu dziśnieńskiego guberni witebskiej Imperium Rosyjskiego.
Spadkobiercą Jana, który przejął Dziedzinkę, był Aleksander (1785–1848), sędzia ziemski dziśnieński, a po nim, jego syn, również Aleksander (1826–1900). Jego z kolei syn, Zygmunt sprzedał Dziedzinkę na przełomie XIX i XX wieku Rosjaninowi Wiszniewskiemu.
W 1921 roku, po ustabilizowaniu się granicy polsko-radzieckiej Dziedzinka, będąc 10 km na południe od Dźwiny, znalazła się w Polsce. Dźwina była rzeką graniczną II Rzeczypospolitej. Na kilka lat przed 1939 rokiem spokrewniona z Rudnickimi Helena z Joczów Jabłońska odkupiła Dziedzinkę z rąk rosyjskich i podarowała Uniwersytetowi Wileńskiemu.
Według Powszechnego Spisu Ludności z 1921 roku majątek zamieszkiwało 57 osób, 40 było wyznania rzymskokatolickiego, 16 prawosławnego a 1 ewangelickiego. Jednocześnie 48 mieszkańców zadeklarowało polską przynależność narodową, 8 białoruską a 1 rosyjską. Było tu 9 budynków mieszkalnych. W 1931 w 2 domach zamieszkiwało 15 osób.
Wierni należeli do parafii rzymskokatolickiej i prawosławnej w Druji. Miejscowość podlegała pod Sąd Grodzki w Druji i Okręgowy w Wilnie; właściwy urząd pocztowy mieścił się w Druji.
W wyniku napaści ZSRR na Polskę we wrześniu 1939 miejscowość znalazła się pod okupacją sowiecką. 2 listopada została włączona do Białoruskiej SRR. Od czerwca 1941 roku pod okupacją niemiecką. W 1944 miejscowość została ponownie zajęta przez wojska sowieckie i włączona do obwodu mińskiego Białoruskiej SRR.
Od 1991 w składzie niepodległej Białorusi.
Urodził się tutaj Jan Ryszard Kurylczyk, pisarz, wojewoda słupski i pomorski, wiceminister infrastruktury.

## Pałac
Aleksander Rudnicki (starszy) wybudował w Dziedzince w latach 1810–1820 pałac w stylu klasycystycznym.
Przed 1939 rokiem budynek był wykorzystywany jako budynek administracyjny, po 1945 roku popadał w ruinę.
Poza ruiną pałacu zachowały się dwa budynki gospodarcze z kamienia polnego (zbudowane w 1849 roku, położone we wschodniej części posiadłości) oraz fragmenty parku krajobrazowego wokół dwóch wydłużonych stawów.